# Rhantus gutticollis
Rhantus gutticollis es una especie de escarabajo del género Rhantus, familia Dytiscidae. Fue descrita científicamente por Say en 1830.
Mide 9.8-12.7 mm. Se encuentra en aguas tranquilas y arroyos claros. Habita en el oeste de América del Norte, México y el Caribe.